# Nowa Brzeźnica
Nowa Brzeźnica è un comune rurale polacco del distretto di Pajęczno, nel voivodato di Łódź.
Ricopre una superficie di 135,95 km² e nel 2004 contava 5 057 abitanti.